# Десмонд, Ольга
О́льга Де́смонд (нем. Olga Desmond, урождённая Olga Antonie Sellin, 2 ноября 1890 (1891?), Ольштын, Королевство Пруссия — 2 августа 1964, Восточный Берлин, ГДР) — немецкая танцовщица, педагог и теоретик танца. 

## Биография

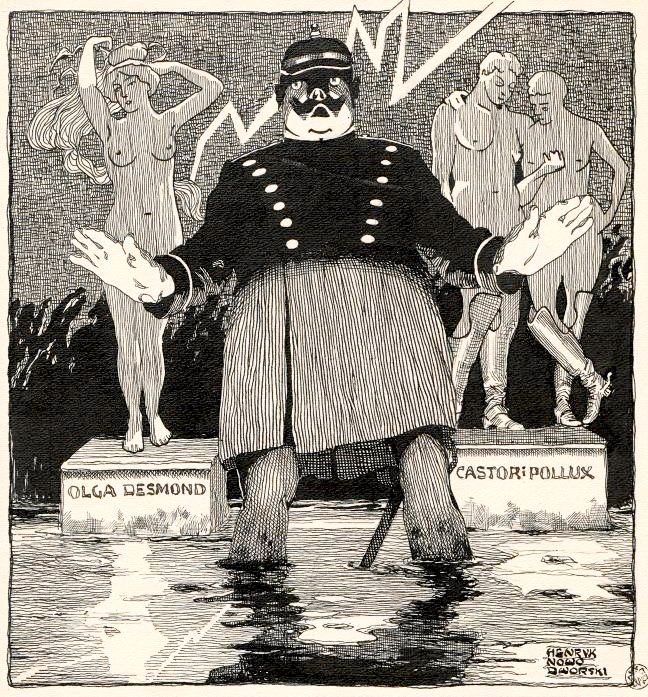
Хенрик Новодворский. «Неприятности берлинской полиции». Карикатура на императора Вильгельма с изображением Ольги Десмонд, 1909.

Работала в Берлине натурщицей. Основав вместе с мужем, редактором-издателем журнала «Красота» Карлом Ванзеловом, «Ассоциацию идеальной культуры», начала организовывать «вечера красоты», на которых выступала в живых картинах в виде ожившей статуи Венеры. В 1907 году выступала в Лондонском павильоне, в 1908 году приехала в Санкт-Петербург, где выступила с единственным «Вечером красоты», впервые представив на русской сцене обнажённую натуру. Из-за разразившегося скандала последующие выступления были запрещены городскими властями.
В 1919 году опубликовала «Ритмографику» — брошюру, посвящённую теории танца, в которой свой собственный опыт изучения танца объединила с авторской систематизацией метода записи танца.
Начиная с 1922 года, преподавала в Берлине. После разделения города оказалась в восточном секторе. Жила в бедности, продавая собственные вещи и подрабатывая уборщицей. Умерла в безвестности в Восточном Берлине.